# Блемере (Мерт и Мозел)
Блемере (фр. Blémerey) насеље је и општина у североисточној Француској у региону Лорена, у департману Мерт и Мозел која припада префектури Линевил.
По подацима из 2011. године у општини је живело 63 становника, а густина насељености је износила 16,49 становника/km². Општина се простире на површини од 3,82 km². Налази се на средњој надморској висини од 266 метара (максималној 287 m, а минималној 242 m).

## Демографија
| 1962. | 1968. | 1975. | 1982. | 1990. | 1999. | 2011. |
| ----- | ----- | ----- | ----- | ----- | ----- | ----- |
| 49    | 50    | 49    | 56    | 58    | 58    | 63    |

График промене броја становника у току последњих година